# Pseudooksinikotin oksidaza
Pseudooksinikotin oksidaza (EC 1.4.3.24, pseudooksinikotinska oksidaza) je enzim sa sistematskim imenom 4-(metilamino)-1-(piridin-3-il)butan-1-on:kiseonik oksidoreduktaza (oslobađa metilamin). Ovaj enzim katalizuje sledeću hemijsku reakciju:
4-(metilamino)-1-(piridin-3-il)butan-1-on + H2O + O2 {\displaystyle \rightleftharpoons } 4-okso-4-(piridin-3-il)butanal + metilamin +H2O2
Ovaj enzim sadrži jedan nekovalentno vezani FAD molekul po dimeru. Ovaj enzim je izolovan iz zemljišne bakterije Pseudomonas sp. HZN6. On učestvuje u nikotinskoj degradaciji.

## Literatura
- Nicholas C. Price; Lewis Stevens (1999). Fundamentals of Enzymology: The Cell and Molecular Biology of Catalytic Proteins (Third изд.). USA: Oxford University Press. ISBN 019850229X.
- Eric J. Toone (2006). Advances in Enzymology and Related Areas of Molecular Biology, Protein Evolution (Volume 75 изд.). Wiley-Interscience. ISBN 0471205036.
- Branden C; Tooze J. Introduction to Protein Structure. New York, NY: Garland Publishing. ISBN 0-8153-2305-0.
- Irwin H. Segel. Enzyme Kinetics: Behavior and Analysis of Rapid Equilibrium and Steady-State Enzyme Systems (Book 44 изд.). Wiley Classics Library. ISBN 0471303097.
- William P. Jencks (1987). Catalysis in Chemistry and Enzymology. Dover Publications. ISBN 0486654605.

## Spoljašnje veze
- Pseudooxynicotine+oxidase на 